# جک لیندکوئیست
جک لیندکوئیست (انگلیسی: Jack Lindquist؛ ۱۵ مارس ۱۹۲۷ – ۲۸ فوریهٔ ۲۰۱۶) مدیر بازرگانی و رئیس دیزنی‌لند بود. 
او از سال ۱۹۵۵ تا زمان بازنشستگی در سال ۱۹۹۳ کارمند شرکت والت دیزنی بود که مراحل ترقی را یک‌به‌یک طی نمود و تقریباً نزدیک به سی سال مدیر بازاریابی در بخش پارک‌های تفریحی این شرکت بود و از جمله، مدتی به عنوان نخستین مدیر تبلیغات دیزنی‌لند خدمت کرد. او در سنین کودکی مدتی نیز یک بازیگر خردسال بود که در چندین فیلم کوتاه از مجموعه‌های دارودسته ما در کنار لوسیل بال نقش‌آفرینی کرد. از فیلم‌های دیگری که وی در آن‌ها نقش داشته‌است، می‌توان به هیچ‌چیز بجز دردسر اشاره نمود. در مجموع، لیندکوئیست ۱۵ سال به عنوان بازیگر سیاهی‌لشکر در فیلم‌ها بازی کرد.